# Эвюгюгги
Эвюгюгги (исл. Öfuguggi, от исл. öfugur — «в обратную сторону» и исл. uggi — «плавник») — в исландской мифологии рыба, плавающая вперёд хвостом и имеющая обратно-стреловидное расположение плавников; в остальном выглядит как форель, однако считается ядовитой. Сообщается также, что у эвюгюгги красное мясо, потому что она питается трупами людей-утопленников. Легенда об эвюгюгги зафиксирована, в частности, в «Исландских сказках и сказаниях» Йоуна Аурнасона (все жители городка, кроме единственного младенца, поели рыбу эвюгюгги и умерли).
От названия этого мифического существа образован ряд исландских топонимов — в частности, Эвюгюггаватнсхедир (исл. Öfuguggavatnshæðir — Холмы озера эвюгюгги).
В современном исландском языке название этой рыбы используется как ругательное слово, обозначающее гомосексуалов и вообще людей с отклоняющимся от нормы поведением.